# Jeffrey Aubynn
Jeffrey Aubynn est un footballeur suédois né le 12 mai 1977 à Göteborg. Il évolue au poste de milieu et attaquant puis se reconvertit entraîneur.

## Sélections
- 7 sélections et 0 but avec la  Suède entre 2001 et 2007.

## Palmarès
Halmstads BK
- Championnat de Suède
  - Champion (1) : 2000

 Malmö FF
- Championnat de Suède
  - Champion (1) : 2010

## Parcours d'entraîneur
- jan. 2023-nov. 2023 :   Örgryte IS